# James Wiggins (giocatore di football americano)
James Wiggins (Miami, 26 aprile 1997) è un giocatore di football americano statunitense che milita nel ruolo di safety per i Arizona Cardinals della National Football League (NFL).

## Carriera

### Arizona Cardinals
Wiggins al college giocò a football all'Università di Cincinnati. Fu scelto nel corso del settimo giro (243º assoluto) nel Draft NFL 2021 dagli Arizona Cardinals. Nella sua stagione da rookie disputò 3 partite, prima di essere inserito in lista infortunati il 4 dicembre.